# Набиляр (Кельбаджарский район)
Набиляр (азерб. Nəbilər), ранее — Кушювасы (азерб. Quşyuvası) — село в Кельбаджарском районе Азербайджана. Расположено на высоте 1612 м на левом берегу реки Тутхун напротив села Алмалыг. Название села переводится с азербайджанского как «птичье гнездо». 

## География
Село находится в предгорной местности, территория села лесиста.

## История
В годы Российской империи село Кушювасы (Кушъ-Ювасы) находилось в составе Джеванширского уезда Елизаветпольской губернии. По данным «Кавказского календаря» на 1912 год в селе проживало 25 человек, в основном азербайджанцев, указанных в календаре как «татары».
По данным издания «Административное деление АССР», подготовленного в 1933 году Управлением народно-хозяйственного учёта АССР (АзНХУ), по состоянию на 1 января 1933 года населённый пункт Кушювасы состоял в Кильсалинском сельсовете Кельбаджарского района Азербайджанской ССР. Численность населения — 81 человек (16 хозяйств,  43 мужчины и 38 женщин). Национальный состав всего Кильсалинского сельсовета, включавшего также сёла Джомарт, Кильсали, Наджафалылар на 100 % состоял из тюрков (азербайджанцев).
В ходе Карабахской войны перешло под контроль непризнанной Нагорно-Карабахской Республики, под контролем которой село находилось с начала 1990-х годов до ноября 2020 года и входило в Шаумяновский район НКР. 
25 ноября 2020 года на основании трёхстороннего соглашения между Азербайджаном, Арменией и Россией от 10 ноября 2020 года Кельбаджарский район возвращён под контроль Азербайджана.